# Американо-португальские отношения
Американо-португальские отношения — двусторонние дипломатические отношения между США и Португалией. 

## История
Американо-португальские отношения были установлены после окончания Войны за независимость США, Португалия стала одной из первых стран мира, признавших Соединённые Штаты Америки. Самым старым непрерывно работающим дипломатическим учреждением США в Португалии является консульство в Понта-Грасе на острове Сан-Мигел Азорских островов. Вклад в сильные связи между Соединёнными Штатами и Португалией вносит наличие значительной португальской общины в штатах: Массачусетс, Род-Айленд, Нью-Джерси, Калифорния и Гавайи. Отношения с Соединенными Штатами являются для Португалии одним из трёх основных направлений внешней политики страны, наряду с Европейским союзом и португалоговорящим миром. Соединенные Штаты и Португалия сотрудничают в Организации Объединённых Наций, в различных региональных организациях, а также на двусторонней основе в интересах мира, процветания и безопасности. В 1949 году Португалия вступила в НАТО, принимала участие в почти всех военных кампаниях этого альянса.

## Торговля
Соединенные Штаты являются вторым по величине торговым партнёром Португалии за пределами Европейского союза. В 2014 году объём двусторонней торговли достиг 4,3 млрд. долларов США, увеличившись на 63 % за пять лет. В 2014 году США экспортировали товары в Португалию на сумму 1,1 млрд долларов США,  а именно: соевые бобы, гражданские воздушные суда и их компоненты, а также кукуруза. США импортировали из Португалии товаров на сумму 3,2 млрд. долларов США, а именно: нефть, фармацевтические продукты и промышленные товары. В 2014 году прямые инвестиции США в Португалии достигли 2,1 млрд. долларов США, в области страхования, фармацевтической и химической промышленности. В августе 2016 году Португалия и Соединенные Штаты подписали Соглашение о доходах и расходах для предотвращения двойного налогообложения, а также подписали Соглашение о реализации закона по соблюдению налогового законодательства зарубежных счетов.